# Willo Welzenbach

Willo Welzenbach 1934

Wilhelm „Willo“ Welzenbach (* 13. Oktober 1899 in München; † wahrscheinlich 14. Juli 1934 am Nanga Parbat) war ein deutscher Bergsteiger.

## Leben
Welzenbach, Sohn einer Münchner Beamtenfamilie, trat im Wintersemester 1921/1922 dem Akademischen Alpenverein München bei, dessen Vorsitzender er 1925 und 1926 war. Viele schwierige Touren in den Ostalpen machten ihn zu einem der bekanntesten Kletterer seiner Zeit. Welzenbach war außerdem ein exzellenter Steileistechniker, dem auch in den Westalpen etliche schwere Touren glückten. Auf technische Hilfsmittel griff er dabei nur im äußersten Notfall zurück. Alles in allem gelangen Welzenbach 50 Erstbegehungen – unter anderem die Nordwestwand des Großen Wiesbachhorns in der Glocknergruppe (Hohe Tauern). Bei dieser Erstbegehung, die gemeinsam mit Fritz Rigele am 15. Juli 1924 erfolgte, wurde erstmals in der Geschichte des Alpinismus ein Eishaken verwendet. Welzenbach wurde einmal von Reinhold Messner aufgrund seiner Pionierleistungen im Eisklettern als „Eispapst“ bezeichnet.
Welzenbach befasste sich als Student des Bauingenieurwesens der Technischen Hochschule in Karlsruhe intensiv mit Schneeablagerungen und der Mechanik der Schneebewegungen. In seiner Dissertation „Untersuchungen über die Stratigraphie der Schneeablagerung und die Mechanik der Schneebewegungen nebst Schlussfolgerung auf die Methoden der Verbauung“ behandelt er u. a. eingehend die Entstehung von Wechten.
Welzenbach drehte mit Wilhelm Paulcke, dem Pionier der Lawinenkunde, den ersten Lawinen-Lehrfilm.
Auf Welzenbach geht die erst in den 1970er Jahren durch die UIAA-Skala abgelöste Welzenbach-Skala für die Bewertung von Kletterschwierigkeiten zurück. Hans Dülfer hatte 1913 eine fünfstufige Skala (leicht, mittelschwer, schwer, sehr schwer, äußerst schwer) vorgestellt. Der Leistungssprung im Alpinismus erzwang eine Erweiterung der Skala nach oben. 1923 stellte Welzenbach eine neue sechsstufige Skala vor.
Welzenbach war Mitglied der zweiten deutschen Expedition zum 8125 Meter hohen Nanga Parbat, der Deutschen Nanga-Parbat-Expedition 1934. Zusammen mit Willy Merkl, Ulrich Wieland und den Sherpas Nurbhu, Pinzo, Taschi, Dorje und Gay-Lay starb Welzenbach im Schneesturm beim Rückzug auf dem Ostgrat an Erschöpfung.
Willo Welzenbach war Mitglied der KDStV Aenania München im CV. Wie viele andere Extrembergsteiger seiner Zeit war Welzenbach Mitglied der NSDAP und gehörte als Scharführer der SA an, zur damaligen Zeit Voraussetzung für eine Teilnahme an vielen staatlich geförderten Expeditionen. Eine Straße im Münchner Stadtteil Moosach ist seit 1934 nach ihm benannt.